# 2022 YG
2022 YG は、地球近傍小惑星 (NEO) に分類される小惑星の一つである。地球近傍小惑星におけるグループ内ではアポロ群に属する。2022年12月16日に発見され、翌17日に小惑星センターの小惑星電子回報 (Minor Planet Electronic Circular, MPEC) に発見報告が掲載された。絶対等級は約26.6等級で、アルベド（反射率）を地球近傍小惑星に対してしばしば適用される 0.13 と仮定すると、計算される直径は 17 m 程度となる。
2022 YG は公転周期が地球とほぼ一致していることから、地球から見るとあたかも衛星のように周囲を公転しているように見える準衛星と呼ばれる天体であるとされている。天文計算家の Tony Dann による暫定的な観測結果に基づくシミュレーションでは、1961年から2181年までの220年間に渡って 2022 YG は地球の準衛星であり続けるとされている。